# 1446
Il 1446 (MCDXLVI in numeri romani) è un anno  del XV secolo.

## Eventi
- Scaramuccia da Forlì libera la città di Cremona dall'assedio di Francesco Piccinino e Luigi dal Verme.
- Si forma un'ennesima lega per contrastare gli Sforza.

## Nati
- 3 maggio - Margherita di York, nobile inglese († 1503)
- 14 agosto - Andrej Vasil'evič Bol'šoj, principe russo († 1493)
- 18 agosto - Pier Capponi, condottiero e politico italiano († 1496)
- 18 settembre - Ōuchi Masahiro, militare giapponese († 1495)
- 4 ottobre - Gianfrancesco Gonzaga, condottiero italiano († 1496)
- 21 dicembre - Cecca, ingegnere italiano († 1488)
- 28 dicembre - Carlo di Valois, nobile francese († 1472)
- Bartolomeo Valdezocco, editore e giurista italiano
- Guy de Blanchefort, francese († 1513)
- Giovanni Borgia, cardinale e arcivescovo cattolico spagnolo († 1503)
- Borommaracha III, sovrano siamese († 1491)
- Francesco Botticini, pittore e artigiano italiano († 1498)
- Domizio Calderini, umanista italiano († 1478)
- Carlo V d'Angiò, nobile francese († 1481)
- Gian Giacomo Crispo, duca († 1453)
- Davud Pascià, generale albanese († 1498)
- Giovanni Raimondo Folch IV de Cardona, generale spagnolo († 1513)
- Berthold Furtmeyr, pittore e miniatore tedesco († 1501)
- Gevherhan Hatun, principessa ottomana († 1514)
- William Grocyn, docente e educatore inglese († 1519)
- Guglielmo I de La Marck, nobile e militare tedesco († 1485)
- Diego Meléndez de Valdés, vescovo cattolico spagnolo († 1506)
- Giovanni Michiel, cardinale italiano († 1503)
- Étienne Poncher, arcivescovo cattolico e diplomatico francese († 1525)
- Battista Sforza, contessa († 1472)
- Urceo Codro, umanista italiano († 1500)
- Marco Vigerio della Rovere, cardinale e arcivescovo cattolico italiano († 1516)
- Francesco Vigilio, umanista e letterato italiano († 1534)
- Lionel Woodville, nobile e vescovo inglese († 1484)
- Qansuh al-Ghuri, egiziano († 1516)
- Bartolomeo della Fonte, umanista italiano († 1513)
- Lorenzo della Volpaia, architetto, matematico e orologiaio italiano († 1512)
- Agnolo di Domenico di Donnino, pittore italiano († 1513)
- Nicolò Corso, pittore italiano († 1513)

## Morti
- 2 febbraio - Vittorino da Feltre, umanista e educatore italiano
- 24 marzo - Tommaso Tommasini, vescovo cattolico italiano
- 6 aprile - Pesello, pittore italiano (n. 1367)
- 15 aprile - Filippo Brunelleschi, architetto, ingegnere e scultore italiano (n. 1377)
- 9 maggio - Maria d'Enghien, sovrana italiana (n. 1367)
- 11 giugno - Henry de Beauchamp, I duca di Warwick, conte (n. 1425)
- 13 luglio - Caterina di Valois, nobile (n. 1428)
- 17 luglio - Giberto II Pio, politico e condottiero italiano
- 24 luglio - Giovanni Tavelli, vescovo cattolico italiano (n. 1386)
- 21 dicembre - Luigi I di Borbone-Vendôme, conte (n. 1376)
- 28 dicembre - Antipapa Clemente VIII, vescovo cattolico spagnolo
- 31 dicembre - Lordino di Saligny, nobile e condottiero francese
- Alessandro I di Georgia, sovrano (n. 1386)
- Vakhtang IV di Georgia, re (n. 1413)
- Deva Raya II, imperatore indiano
- Taliano Furlano, militare italiano
- Leonardo Giustinian, politico e umanista italiano (n. 1388)
- Jean di Prangins, arcivescovo cattolico svizzero
- Ottone IV di Brunswick-Lüneburg, nobile
- Agnolo Pandolfini, politico italiano (n. 1360)
- Francesco Prelati, presbitero e alchimista italiano
- Nuno Tristão, esploratore portoghese

## Calendario
| Calendario 1446 | Calendario 1446 | Calendario 1446 | Calendario 1446 | Calendario 1446 | Calendario 1446 | Calendario 1446 | Calendario 1446 | Calendario 1446 | Calendario 1446 | Calendario 1446 | Calendario 1446 | Calendario 1446 | Calendario 1446 | Calendario 1446 | Calendario 1446 | Calendario 1446 | Calendario 1446 | Calendario 1446 | Calendario 1446 | Calendario 1446 | Calendario 1446 | Calendario 1446 | Calendario 1446 | Calendario 1446 | Calendario 1446 | Calendario 1446 | Calendario 1446 | Calendario 1446 | Calendario 1446 | Calendario 1446 | Calendario 1446 | Calendario 1446 |
| --------------- | --------------- | --------------- | --------------- | --------------- | --------------- | --------------- | --------------- | --------------- | --------------- | --------------- | --------------- | --------------- | --------------- | --------------- | --------------- | --------------- | --------------- | --------------- | --------------- | --------------- | --------------- | --------------- | --------------- | --------------- | --------------- | --------------- | --------------- | --------------- | --------------- | --------------- | --------------- | --------------- |
|                 | 1               | 2               | 3               | 4               | 5               | 6               | 7               | 8               | 9               | 10              | 11              | 12              | 13              | 14              | 15              | 16              | 17              | 18              | 19              | 20              | 21              | 22              | 23              | 24              | 25              | 26              | 27              | 28              | 29              | 30              | 31              |                 |
| Gennaio         | Sa              | Do              | Lu              | Ma              | Me              | Gi              | Ve              | Sa              | Do              | Lu              | Ma              | Me              | Gi              | Ve              | Sa              | Do              | Lu              | Ma              | Me              | Gi              | Ve              | Sa              | Do              | Lu              | Ma              | Me              | Gi              | Ve              | Sa              | Do              | Lu              |                 |
| Febbraio        | Ma              | Me              | Gi              | Ve              | Sa              | Do              | Lu              | Ma              | Me              | Gi              | Ve              | Sa              | Do              | Lu              | Ma              | Me              | Gi              | Ve              | Sa              | Do              | Lu              | Ma              | Me              | Gi              | Ve              | Sa              | Do              | Lu              |                 |                 |                 |                 |
| Marzo           | Ma              | Me              | Gi              | Ve              | Sa              | Do              | Lu              | Ma              | Me              | Gi              | Ve              | Sa              | Do              | Lu              | Ma              | Me              | Gi              | Ve              | Sa              | Do              | Lu              | Ma              | Me              | Gi              | Ve              | Sa              | Do              | Lu              | Ma              | Me              | Gi              |                 |
| Aprile          | Ve              | Sa              | Do              | Lu              | Ma              | Me              | Gi              | Ve              | Sa              | Do              | Lu              | Ma              | Me              | Gi              | Ve              | Sa              | Do              | Lu              | Ma              | Me              | Gi              | Ve              | Sa              | Do              | Lu              | Ma              | Me              | Gi              | Ve              | Sa              |                 |                 |
| Maggio          | Do              | Lu              | Ma              | Me              | Gi              | Ve              | Sa              | Do              | Lu              | Ma              | Me              | Gi              | Ve              | Sa              | Do              | Lu              | Ma              | Me              | Gi              | Ve              | Sa              | Do              | Lu              | Ma              | Me              | Gi              | Ve              | Sa              | Do              | Lu              | Ma              |                 |
| Giugno          | Me              | Gi              | Ve              | Sa              | Do              | Lu              | Ma              | Me              | Gi              | Ve              | Sa              | Do              | Lu              | Ma              | Me              | Gi              | Ve              | Sa              | Do              | Lu              | Ma              | Me              | Gi              | Ve              | Sa              | Do              | Lu              | Ma              | Me              | Gi              |                 |                 |
| Luglio          | Ve              | Sa              | Do              | Lu              | Ma              | Me              | Gi              | Ve              | Sa              | Do              | Lu              | Ma              | Me              | Gi              | Ve              | Sa              | Do              | Lu              | Ma              | Me              | Gi              | Ve              | Sa              | Do              | Lu              | Ma              | Me              | Gi              | Ve              | Sa              | Do              |                 |
| Agosto          | Lu              | Ma              | Me              | Gi              | Ve              | Sa              | Do              | Lu              | Ma              | Me              | Gi              | Ve              | Sa              | Do              | Lu              | Ma              | Me              | Gi              | Ve              | Sa              | Do              | Lu              | Ma              | Me              | Gi              | Ve              | Sa              | Do              | Lu              | Ma              | Me              |                 |
| Settembre       | Gi              | Ve              | Sa              | Do              | Lu              | Ma              | Me              | Gi              | Ve              | Sa              | Do              | Lu              | Ma              | Me              | Gi              | Ve              | Sa              | Do              | Lu              | Ma              | Me              | Gi              | Ve              | Sa              | Do              | Lu              | Ma              | Me              | Gi              | Ve              |                 |                 |
| Ottobre         | Sa              | Do              | Lu              | Ma              | Me              | Gi              | Ve              | Sa              | Do              | Lu              | Ma              | Me              | Gi              | Ve              | Sa              | Do              | Lu              | Ma              | Me              | Gi              | Ve              | Sa              | Do              | Lu              | Ma              | Me              | Gi              | Ve              | Sa              | Do              | Lu              |                 |
| Novembre        | Ma              | Me              | Gi              | Ve              | Sa              | Do              | Lu              | Ma              | Me              | Gi              | Ve              | Sa              | Do              | Lu              | Ma              | Me              | Gi              | Ve              | Sa              | Do              | Lu              | Ma              | Me              | Gi              | Ve              | Sa              | Do              | Lu              | Ma              | Me              |                 |                 |
| Dicembre        | Gi              | Ve              | Sa              | Do              | Lu              | Ma              | Me              | Gi              | Ve              | Sa              | Do              | Lu              | Ma              | Me              | Gi              | Ve              | Sa              | Do              | Lu              | Ma              | Me              | Gi              | Ve              | Sa              | Do              | Lu              | Ma              | Me              | Gi              | Ve              | Sa              |                 |